# 清原满族自治县
清原满族自治县是辽宁省抚顺市下辖的一个自治县。清原的意思为“大地清平”。面积3921平方公里，自治县人民政府驻清原镇。

## 行政区划
清原满族自治县下辖10个镇、4个乡：
清原镇、红透山镇、草市镇、英额门镇、南口前镇、南山城镇、湾甸子镇、大孤家镇、夏家堡镇、北三家镇、土口子乡、敖家堡乡、大苏河乡和枸乃甸乡。

## 交通

### 公路
- 202国道、 229国道过境、 沈吉高速清原站、南口前站、北三家站、英额门站、草市站。

### 铁路
沈吉铁路共设七个站：清原站、苍石站、草市站、长山堡站、南口前站、兴隆河站、英额门站

## 人口
根據第七次人口普查數據，截至2020年11月1日零時，清原滿族自治縣常住人口為238890人。

## 名人
Category: 清原人

## 特产
清原马鹿茸：中国地理标志产品。